# Mar C. Llop
Mar Capilla Llop, més coneguda com Mar C. Llop o Mar Llop, (Barcelona, 3 de juliol de 1967 - 25 de febrer de 2022) fou una fotògrafa freelance i activista pels drets de les persones trans, membre de l'associació trans*Generem!
Estudià fotografia a l'Institut d'Estudis Fotogràfics de Catalunya entre 1981 i 1986, i realització de vídeo al Centre de la Imatge entre 1987 i 1988. Muntà el seu primer estudi l'any 1996. Des de llavors treballà en el món editorial i publicitari, i s'especialitzà en interiorisme, arquitectura, moda i retrat.
Des del 2013, va desenvolupar el projecte fotogràfic Construccions identitàries. Work in progress sobre les diversitats i transicions de gènere, que es va publicar en un llibre el 2017. El projecte tingué molta repercussió mediàtica, s'exposà en més de cinquanta ocasions, i també va rebre diversos premis. També treballà en la segona part del projecte, Construccions identitàries Famílies, juntament amb Andrea Basave i amb el suport de l'associació de famílies de menors transsexuals Chrysallis, en què retratà persones de diverses edats durant el procés de trànsit. L'obra també s'exposà en diversos espais i es publicà en un llibre autoeditat.
Fou una de les fundadores i primera presidenta de l'associació catalana de persones trans Generem!, de la qual fou presidenta en dues ocasions: 2015-2018 i 2021-2022. També fou membre de l'associació de cross-dressing EnFemme i fou la directora de fotografia del documental homònim d'Alba Barbé i Serra (2017), que explica les vivències d'un grup de persones que participen en l'associació. S'involucrà activament en la plataforma Trans*forma la Salut, que ha negociat el nou model d'atenció a la salut per a persones trans del Departament de Salut.

## Obra destacada
- Llop, Mar C. Construccions identitàries. Work in Progress.  Barcelona: Edicions Bellaterra, 2017. ISBN 9788472907973.[5]